# Ерёменко, Владислав Витальевич
Ерёменко Владисла́в Вита́льевич (род. 24 апреля 1999, Витебск) — белорусский хоккеист, защитник клуба «ЦСКА» (Москва), выступающего в КХЛ.

## Клубная карьера

### Юниорская карьера
В сезоне 2015/16 выступал за «Динамо-Раубичи».
Ерёменко провёл два сезона в Северной Америке, играя в хоккейном клубе «Калгари Хитмен» из Западной хоккейной лиги. На драфте НХЛ 2018 он был выбран в пятом раунде под общим 151-м командой «Нэшвилл Предаторз». Он посетил лагерь проспектов и тренировочный лагерь «Нэшвилла» в 2018 году, но был оттуда исключён в сентябре 2018 года и не подписал контракт с командой. После чего он вернулся на третий и последний юниорский сезон в «Хитмен».

### Профессиональная карьера
В июле 2019 года он заключил пробный контракт с минским «Динамо». Сыграл за команду на Кубке губернатора Нижегородской области, отметившись ассистентским баллом и на Кубке Салея в Орше. Свой первый профессиональный контракт он подписал в родной Беларуси, договорившись 19 августа 2019 года о сделке с минским «Динамо», выступающим в Континентальной хоккейной лиги. 3 октября, в своём шестом матче в КХЛ, набрал первое очко в лиге, отдав результативную передачу. Через 6 дней забил первый гол в КХЛ вратарю рижского «Динамо» Андрею Макарову. Большую часть сезона он выходил на лёд в первой паре защитников вместе с Марком-Андре Граньяни, играя почти по 18 минут в матче в среднем. В сезоне 2019/20 провёл 53 матча за минский клуб и набрал 10 (3+7) очков. В плей-офф провёл также 14 встреч за минскую «Юность», с которой выиграл плей-офф чемпионата Беларуси, набрав в 14 матчах 11 (3+8) очков.
В сезоне 2020/21 провёл за минское «Динамо» 44 встречи и отметился 9 (4+5) набранными очками. В апреле 2024 года в составе команды хоккейного клуба «Металлург» стал обладателем Кубка Гагарина. В сезоне-2024/25 провел за «Металлург» 34 матча, в которых набрал 8 (3+5) бомбардирских баллов. Однако большую часть сезона не выходил на площадку (с 18 декабря), получив тяжелую травму в противостоянии с «Автомобилистом» — перелом бедра со смещением. По окончании сезона стал игроком московского ЦСКА, заключив контракт на один год.

## Международная карьера
Неоднократно вызывался в сборную Беларуси на молодёжном уровне. Еременко сыграл над двух юношеских (U18) и трёх (U20) молодёжных чемпионатах мира. На ЮЧМ-2016 и МЧМ-2017 помогал сборным возвращаться в элиту.
В 2021 году дебютировал на чемпионате мира, отметившись в пяти матчах одной заброшенной шайбой в ворота сборной Чехии. В августе 2021 Ерёменко вошёл в состав сборной Беларуси для подготовки к квалификации ОИ-2022.

## Достижения
- Обладатель Кубка Гагарина (2024)[9]